# Schronisko w Górze Smoleń Trzecie
Schronisko w Gorze Smoleń Trzecie, Schronisko w Górze Smoleń V – schronisko pomiędzy wsiami Smoleń i Złożeniec w województwie śląskim, w powiecie zawierciańskim, w gminie Pilica. Pod względem geograficznym jest to obszar Wyżyny Ryczowskiej, będącej częścią Wyżyny Częstochowskiej w obrębie Wyżyny Krakowsko-Częstochowskiej.

## Opis obiektu
Schronisko zlokalizowane jest w lesie w tzw. Parku Jurajskim po lewej stronie drogi ze Smolenia do Złożeńca, w odległości około 150 m od tej drogi. Znajduje się w tej skale co przebijający skałę na wylot  Tunel w Górze Smoleń. Otwór schroniska znajduje się u północno-zachodniej podstawy tej skały.
Schronisko ma postać ciasnego i meandrującego korytarzyka. Jest on najszerszy przy wejściu, potem stopniowo zwęża się i kończy się zaciskiem. Grotołazom udało się dojść na długość 7 m, dalej korytarz jest zbyt ciasny dla człowieka.
 
Schronisko powstało w skalistych wapieniach z jury późnej. Nacieków jaskiniowych brak, a na ścianach występuje krasowa korozja. Występuje słaby przewiew powietrza. Namulisko próchniczne. Schronisko jest widne tylko przy wejściu. Brak roślin, ze zwierząt obserwowano ćmy i muchówki. W otworze schroniska masa liści nawiewanych przez wiatr.

## Historia badań i dokumentacji
W wykonanej w 1961 r. dla Zarządu Zespołu Jurajskich Parków Krajobrazowych woj. katowickiego dokumentacji schronisko opisane jest jako Schronisko w Górze Smoleń V. Pomierzyli go A. Polonius i S. Kornaś, plan opracował A. Polonius. Przed otworem schroniska znajduje się świeży nasyp ziemi, wskutek czego schronisko wygląda na niedawno odkopane.

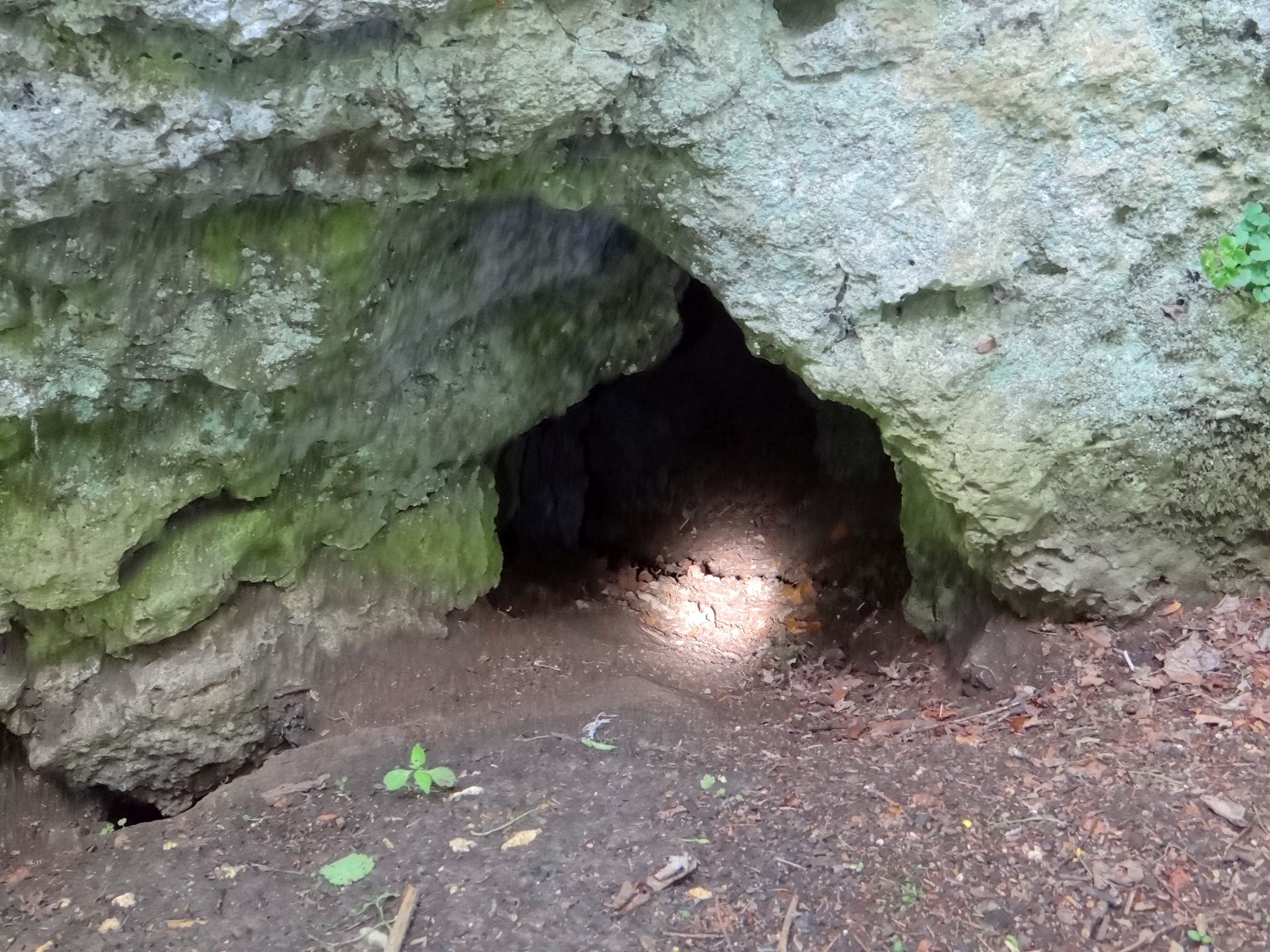
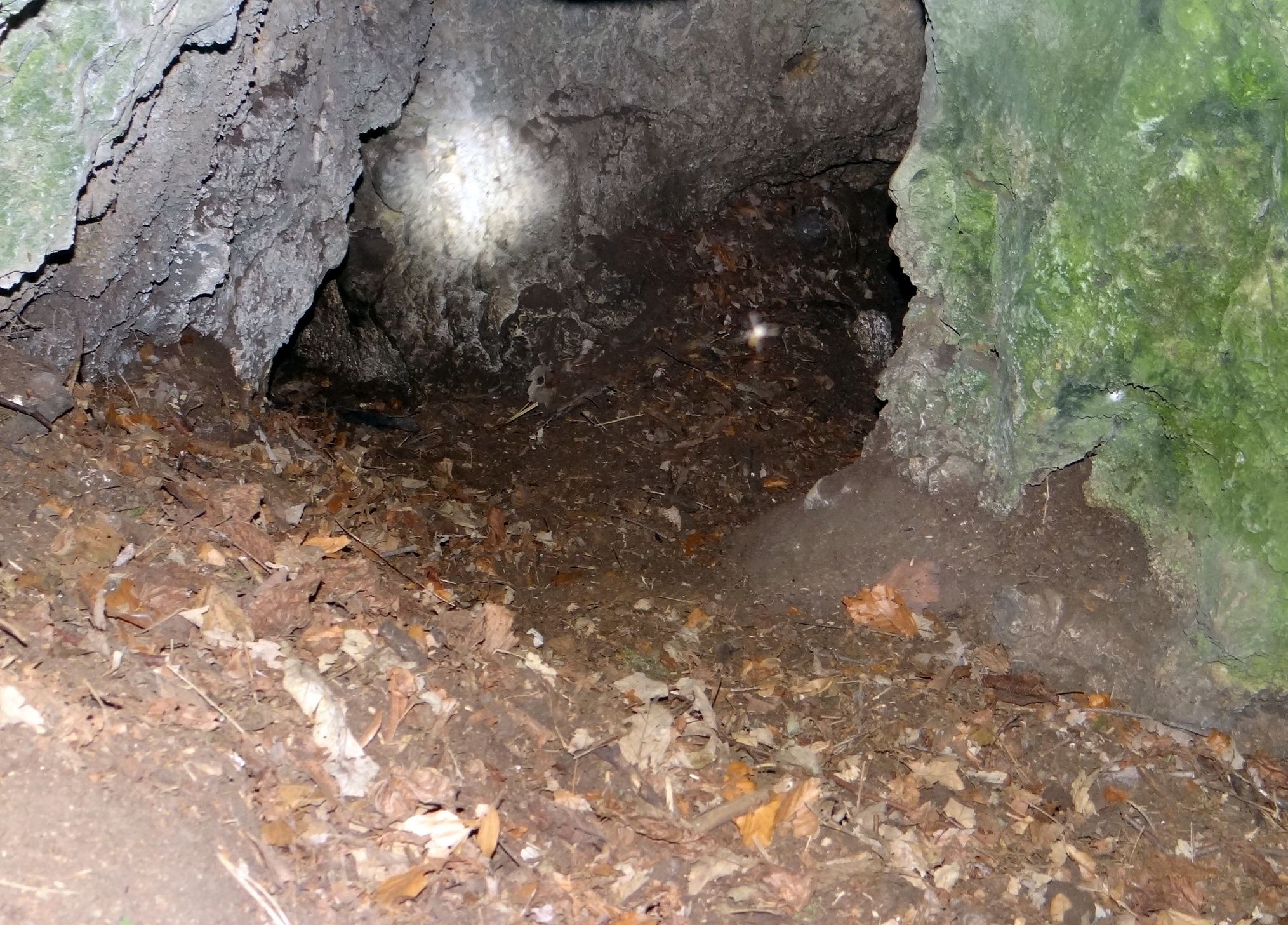
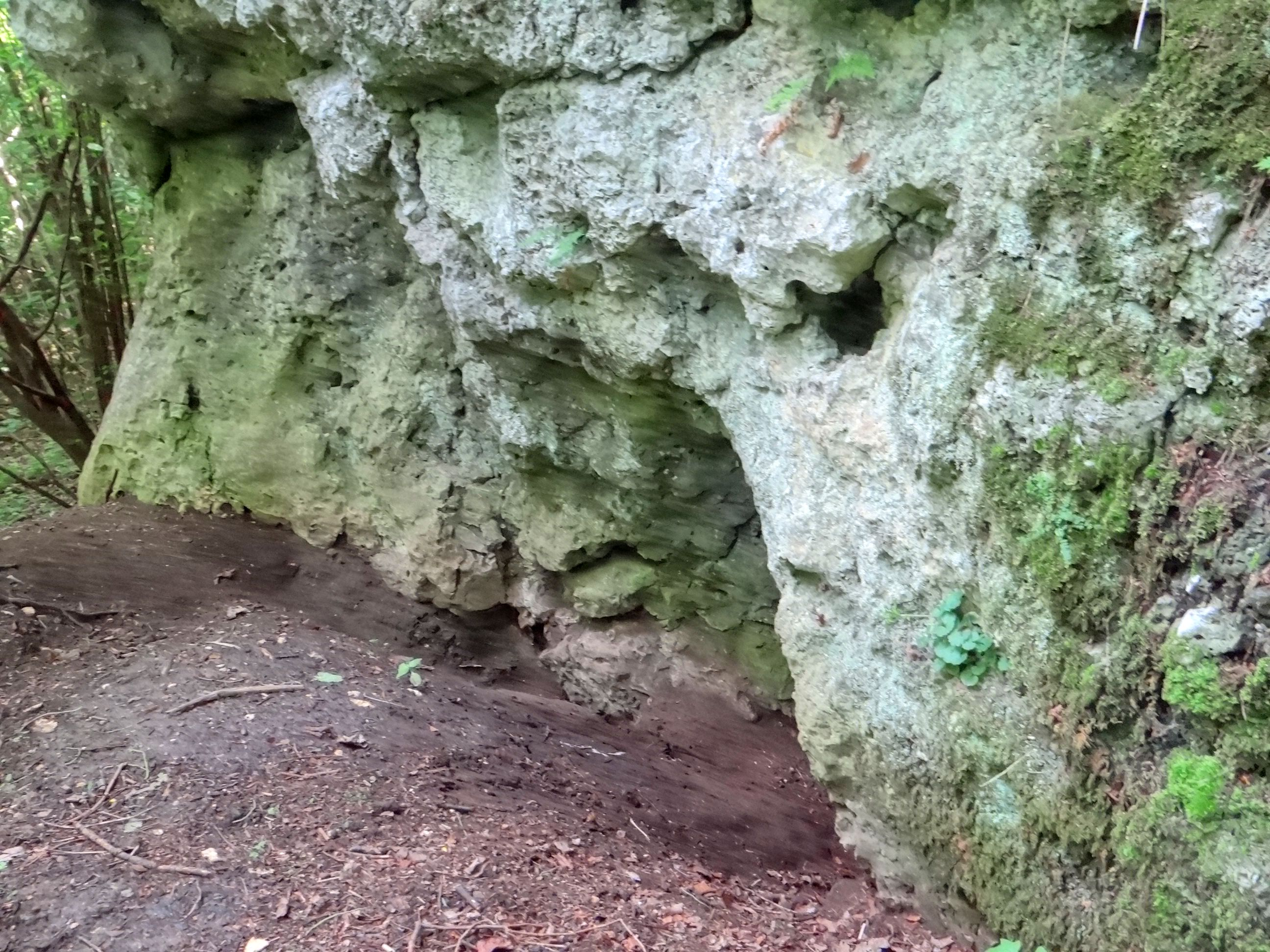